# اسمار سیگوئرا
اسمار سیگوئرا (انگلیسی: Osmar Sigueira؛ زادهٔ ۲ نوامبر ۱۹۸۸) بازیکن فوتبال اهل برزیل است.
از باشگاه‌هایی که در آن بازی کرده‌است می‌توان به باشگاه فوتبال خزر لنکران و باشگاه فوتبال ویلش ماسال‌لی اشاره کرد.